# Compasso de proporção de Galileu

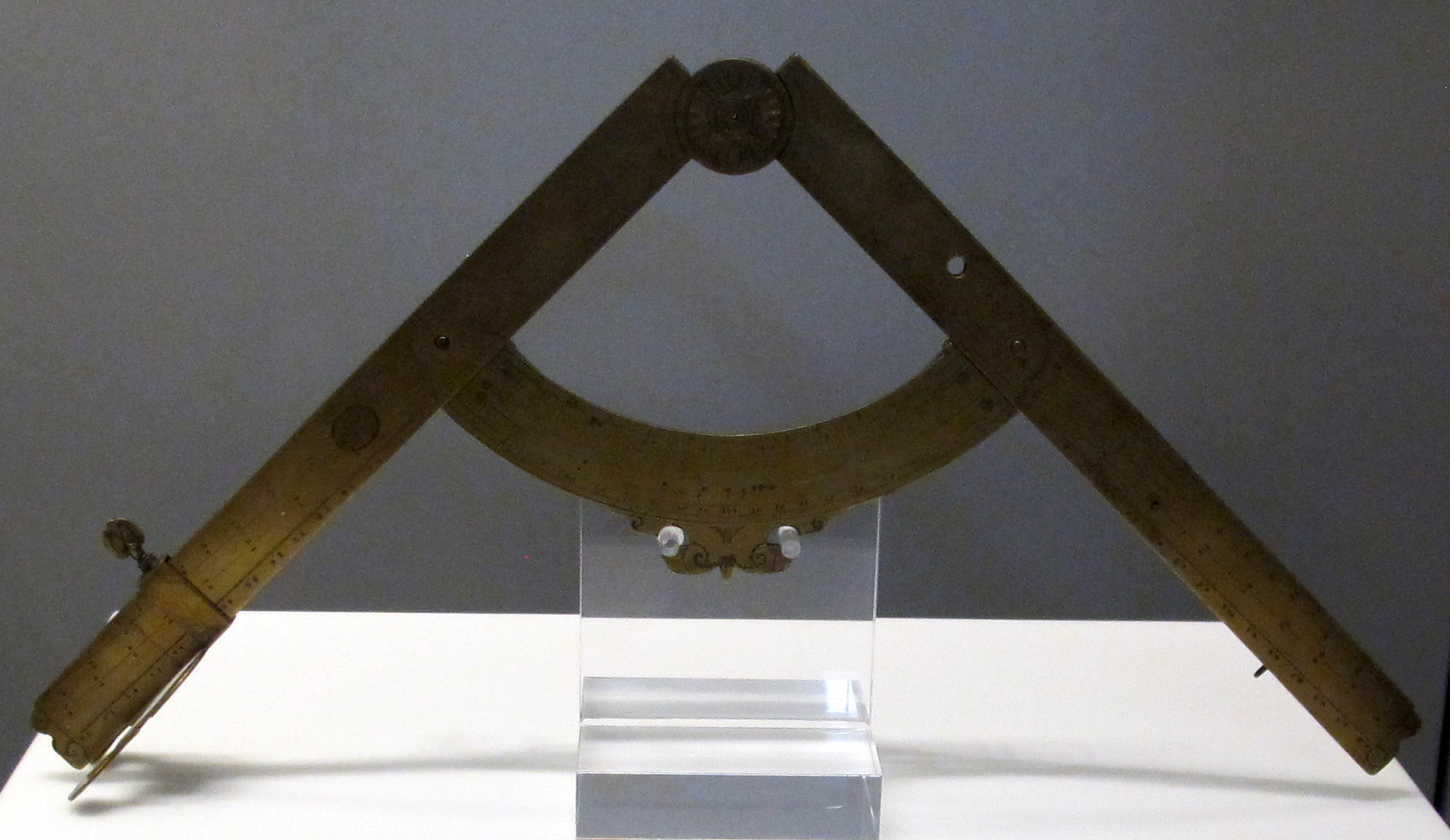
O compasso de proporção de Galileu no Museu Galileu, de Florença.

O compasso de proporção de Galileu é un compasso de proporção idealizado por Galileu Galilei que se conserva no Museu Galileu de Florença.
Trata-se de um dos numerosos compassos construídos por Galileu a partir de 1597. Poderá tratar-se do exemplar que Galileu ofereceu a Cosimo II de Médici juntamente com Le operazioni del compasso geometrico et militare, publicado em Pádua em 1606. O compasso de Galileu, que não deve ser confundido com o compasso de desenho, é um instrumento de cálculo sofisticado e versátil que permite elaborar numerosas operações geométricas e aritméticas explorando a proporcionalidade entre os lados homólogos de dois triângulos semelhantes. O compasso é composto por três partes: os dois braços, ligados por um disco redondo em cujas faces estão inscritas várias escalas; o quadrante, graduado com várias escalas; e o cursor que, colocado num dos braços, tanto permite manter o compasso na vertical como alongar o braço no qual está fixo.
A precedência da invenção deste instrumento por Galileu foi contestada pelo milanês Baldassarre Capra, que se declarou como o primeiro inventor numa obra publicada em Pádua em 1607. Galileu replicou a Capra com uma defesa perentoria, em Difesa.
O compasso, inicialmente conservado na Galeria dos Ofícios, foi transferido nos meados do século XIX para a Tribuna de Galileu, projetada por Giuseppe Martelli.